# August Fredrik Axelson
August Fredrik Axelson, född 1810 i Arboga, död 1887 i Enköping, var en svensk överstelöjtnant.
August Fredrik Axelson var son till majoren Emanuel Axelson och Ulrika Aurora Lilliestierna. Han blev officer 1830, löjtnant vid Norrbottens fältjägarkår 1835, kapten i armén 1843, kompanichef 1851, stabsadjutant vid 6. (norra) militärdistriktet och major 1854. Axelson var överstelöjtnant och chef för Norrbottens fältjägarkår 1857–1864, och blev därefter postmästare i Karlshamn 1864 och i Enköping 1865–1876.